# Comenda
Comenda is een plaats (freguesia) in de Portugese gemeente Gavião (Alentejo) en telt 982 inwoners (2001). Het dorp is omringd door weiden en meertjes. Comenda is altijd een dorp geweest waar de meesten aan veeteelt deden of eigen gewassen verbouwden.